# SS-Arbeitslager Budzyń

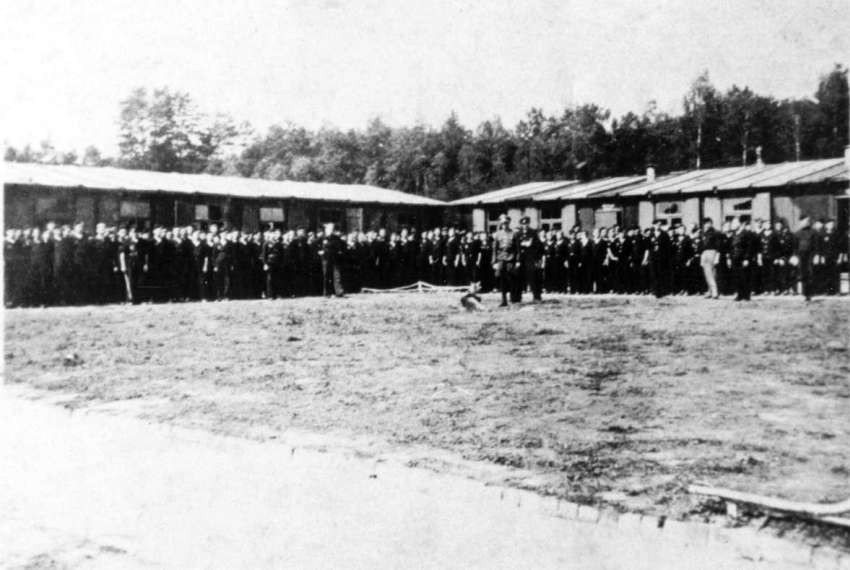
SS-Arbeitslager Budzyń

Das SS-Arbeitslager Budzyń war ein Zwangsarbeits- und Konzentrationslager, das von der SS zwischen dem Herbst 1942 und Juli 1944 betrieben wurde. Es befand sich im Industriegebiet von Kraśnik im Bezirk Lublin des Generalgouvernements des deutsch besetzten Polen. Im Oktober 1943 wurde Budzyń zu einem eigenständigen Konzentrationslager erklärt und im Februar 1944 dem KZ Majdanek als Außenlager unterstellt. Im Lager waren bis zu 3.000 Menschen vor allem jüdischen Glaubens inhaftiert, darunter 300 Frauen und Kinder, etwa 800 bis 1.000 von ihnen wurden ermordet. Die Gefangenen mussten Zwangsarbeit für Rüstungsbetriebe wie beispielsweise die Heinkel-Flugzeugwerke verrichten, darunter auch polnische Zivilarbeiter.

## Geschichte des Lagers

### Errichtung
Das Lagergelände befand sich etwa fünf Kilometer nordwestlich von Kraśnik auf dem Gelände einer ehemaligen Munitionsfabrik in der Woiwodschaft Lublin. Zwischen 1937 und 1938 errichteten die polnischen Behörden auf dem Gelände ein militärisch-industrielles Produktionszentrum.
Nach dem deutschen Überfall auf Polen wurden unter deutscher Besatzung die meisten Waffenfabriken von den Reichswerken Hermann Göring übernommen. Im Jahr 1942 wurde die dort befindliche Flugzeugfabrik von den Heinkel-Flugzeugwerken mit SS-Angehörigen und eigenen Mitarbeiter übernommen. Die erste Heinkel-Produktion mit jüdischen Zwangsarbeitern wurde im April 1942 in Mielec gegründet. Im Juni 1942 wurde geplant, Budzyń als Zentrum für die Verlegung eines Großteils der Produktion aus Rostock auszubauen, die bereits von alliierten Luftangriffen getroffen worden war. Der Standort Budzyń verfügte über 55.000 Quadratmeter Fabrikfläche und geeignete Unterkünfte in der Nähe. Auf einer Fläche von 2,68 ha wurden acht Holzbaracken aufgestellt, von denen jede neun bis 10 Meter breit und 40 Meter lang war sowie eine Küchenbaracke und eine Toilettenbaracke. Das Lagergelände war von drei Reihen Stacheldraht umgeben, die mit dem Hochspannungsnetz verbunden waren. In den vier Ecken des Geländes wurden Wachtürme errichtet, die von im SS-Arbeitslager Trawniki ausgebildeten Ukrainern besetzt waren. Über dem Eingangstor befand sich ein Schild mit der Aufschrift: „Jedem das Seine“. Das Zwangsarbeitslager war zunächst dem SS-Polizeiführer des Bezirks Lublin, Odilo Globocnik unterstellt. Daneben gab es auch die Organisation Todt, die Panzer und andere schwere Geräte reparierte.

### Deportationen
Die ersten Transporte jüdischer Gefangener begannen im Zusammenhang mit der „Endlösung“ im Frühjahr 1942. Bis zum Sommer 1942 waren es 500 Juden aus den Ortschaften Kraśnik, Bełżyce, Janów Lubelski, Mińsk, Mohylów, Smoleńsk sowie aus Wien und der Slowakei. Im November 1942 trafen 400 jüdische Kriegsgefangene aus den liquidierten Ghettos in Końskowola und Lublin sowie etwa 150 jüdische Kriegsgefangene aus Lublin, die während ihres Dienstes in der polnischen Armee gefangen genommen worden waren, ein. Die Kriegsgefangenen wurden von der SS als Funktionshäftlinge eingesetzt und trugen im Lager die Uniformen der polnischen Armee.
Anfang 1943 wurden die letzten Juden aus dem Ghetto Bełżyce nach Budzyń deportiert, unter ihnen die noch verbliebenen Frauen und Kinder. Dieser Gruppe gehörten auch deutsche Juden an, die 1940 von Stettin und 1942 von Leipzig nach Bełżyce verschleppt worden waren. Nach der Niederschlagung des Aufstands im Warschauer Ghetto deportierten die Nationalsozialisten Ende April und Anfang Mai 1943 mehr als 1.000 Juden aus Warschau nach Budzyń. Mitte 1943 waren 3.000 Menschen in dem Lager inhaftiert, darunter 300 Frauen und Kinder. Ein Bericht der polnischen Heimatarmee (AK–Armia Krajowa) nennt die Zahl von 2.457 Juden im März 1944, inklusive 319 Frauen. Die letzten Überlebenden des Ghettos in Hrubieszów wurden am 10. Juli 1943 nach Budzyń deportiert. Im August 1943 wurden 200 Häftlinge in das KZ Majdanek deportiert.

### Erklärung zum Konzentrationslager und zur Außenstelle des KZ Majdanek
Nachdem der Leiter des SS-Wirtschafts-Verwaltungshauptamts Oswald Pohl in einem Erlass vom 2. September 1943 angekündigt hatte, dass die Arbeitslager im Bezirk Lublin ab dem 1. November 1943 dem Reichsministerium für Rüstung und Kriegsproduktion unterstellt werden sollten, wurde Budzyń am 22. Oktober 1943 von der SS zu einem eigenständigen Konzentrationslager erklärt und am 13. Februar 1944 als Außenstelle dem KZ Majdanek unterstellt, um weiter die Kontrolle über das Lager zu behalten, zudem wurde die Heinkel-Fabrik als „kriegswichtig“ eingestuft. Den jüdischen Arbeitern blieb dadurch das Schicksal anderer Arbeiter in der Region Lublin erspart, bei dem mehr als 40.000 der restlichen 50.000 jüdischen Zwangsarbeiter im Bezirk Lublin während der Vernichtungsaktion „Aktion Erntefest“ im November 1943 ermordet wurden. Die Inhaftierten erhielten über die ukrainische Wachmannschaft Kenntnis von diesem Massaker. Nach Gerüchten über eine mögliche Liquidation versuchte eine Gruppe von Gefangenen einige Wochen später zu fliehen, wurde aber von den ukrainischen Wachen erschossen.
Nachdem Budzyń Majdanek unterstellt worden war, verbesserten sich die Lebensbedingungen im Lager. Alle Häftlinge wurden aus dem alten Lager in die neuen Baracken in der Nähe der Fabrik verlegt. Sie mussten Häftlingskleidung des KZ Majdanek tragen und erhielten besseres Essen. Alle Erschießungen, die im Laufe des Jahres 1944 in geringerer Zahl stattfanden, mussten nach den Vorschriften des KZ Majdanek durchgeführt werden.
Nachdem der letzte Direktor der Heinkel-Fabrik im Januar 1944 zugegeben hatte, dass ein Großteil der Belegschaft nicht voll ausgelastet sei, wurden viele Inhaftierte an anderer Stelle eingesetzt und die Beschäftigtenzahl sank im Februar 1944 um rund 50 Prozent.

### Haftbedingungen und Lagerorganisation
Die Häftlinge lebten in überfüllten Kasernen mit 600 bis 800 Gefangenen. In den ersten Jahren des Lagers trugen sie Zivilkleidung, die auf der Rückseite von Jacken und Hosen mit Kreuzen in roter Farbe gekennzeichnet war, später mussten sie blaugestreifte Häftlingskleidung tragen. Sie mussten im Heinkel-Flugzeugwerk, das sich in der Fabrikhalle Nr. 6 der Munitionsfabrik Nr. 2 in D'browa-Bir befand, Flugzeugteile für die Bomber He111B und He111H produzieren.
Die Frauen waren in einer separaten Kaserne untergebracht, der Zutritt war für Männer verboten. Männer und Frauen konnten sich jedoch jeden Tag einige Minuten außerhalb der Kaserne treffen und miteinander sprechen. Die Inhaftierten waren in Arbeitskommandos unter dem Kommando von kriegsgefangenen Juden aufgeteilt, Lagerältester war Mordechaj Sztokman aus Brest-Litowsk. Unter seiner Leitung waren die Haftbedingungen relativ erträglich. Als einige Häftlinge Waffen aus den Militärfabriken stahlen und damit in den Wald gingen, um sich Partisanen anzuschließen, konnte Sztokman die Lagerleitung davon überzeugen, keine Vergeltungsmaßnahmen zu ergreifen. Auch ermöglichte er den jüdischen Gefangenen, im Frühjahr 1944 das Pessachfest zu feiern.
Die Häftlinge wurden von den ukrainischen Bewachern zu den Fabriken geführt und dem örtlichen Werkschutz übergeben, der tägliche Anmarsch zu den Arbeitsplätzen betrug etwa 45 bis 60 Minuten. Die Arbeiten in der Fabrik dauerten etwa 12 Stunden von sechs bis 18 Uhr. Die Arbeit war schwer und gesundheitsgefährdend. Die Verpflegung der Gefangenen bestand nur aus Kohlsuppe und faulem Gemüse, 15 Gramm Brot täglich und einem Ersatzkaffee. Im Januar 1944 wurden die Lebensmittelrationen so reduziert, dass Häftlinge ohne Zugang zu zusätzlichen Rationen verhungerten. Die Arbeitsunfähigen wurden in das Lagerkrankenhaus gebracht, wo sie schnell verstarben. Im Frühjahr und Frühsommer 1944 gab es weitere „Selektionen“, bei denen arbeitsunfähige Gefangene getötet und Gruppen arbeitsfähige auf andere Lager verteilt wurden.
Die Wachmannschaften bestand aus Deutschen und Ukrainern, darunter etwa 50 bis 70 Offiziere. Der Lagerkommandant und die Wachmannschaften wohnten auf einem Fabrikgelände direkt neben dem Lager, der Kommandant im Obergeschoss, die Ukrainer im Erdgeschoss.
Im Lager wurden von den Aufsehern alle Arten von Folter und Tötungen praktiziert, wie Schießen, Erhängen, Einmauern, Töten mit Stöcken, Verbrennen und Ersticken. Außerdem wurden Massenhinrichtungen an den Gefangenen vorgenommen. Links von Block Nr. 1 gab es eine 10 Meter lange, 10 Meter breite und 5 Meter tiefe Grube, in der die Opfer erschossen wurden.

### Lagerkommandanten
Erster Kommandant von Budzyń war bis Dezember 1942 SS-Unterscharführer Otto Hantke. Hantke war zuvor im Arbeitslager Ulica Lipowa in Lublin stationiert. Odilo Globocnik betrachtete ihn als „guten Organisator“ und sandte ihn persönlich nach Krasnik, um das dortige Ghetto aufzulösen. Hantke war verantwortlich für mehrere Selektionen, sowohl im Ghetto Krasnik als auch im Lager Budzyń.
Zweiter Kommandant war 1943 für sechs Wochen SS-Oberscharführer Heinrich Stoschek.
Der dritte Kommandant war SS-Oberscharführer Reinhold Feix, der das Lager bis August 1943 leitete und mit besonderer Brutalität gegen die Gefangenen vorging. Er wurde von Otto Mohr für vier Wochen abgelöst. Im Spätsommer 1943 übernahm SS-Oberscharführer Fritz Tauscher das Kommando, gefolgt von einem SS-Mann namens Frank. Frank verhinderte auf gnadenlose Weise einen Massenausbruch von Gefangenen im Winter 1943. Der letzte Kommandant war SS-Obersturmführer Josef Leipold von Januar 1944 bis zur Auflösung des Lagers.

### Befreiung und Nachkriegszeit
Im Mai 1944 erreichte die Rote Armee den Bezirk Lublin und viele Inhaftierte wurden in das Salzbergwerk Wieliczka zwangsevakuiert. Die anderen Gefangenen deportierte man auf die Lager Skarzysko-Kamienna, Starachowice, Mielec, Ostrowiec und Majdanek sowie in das Deutsche Reichsgebiet. Der Anteil der Überlebenden aus dem Lager war relativ hoch, verglichen mit anderen jüdischen Arbeitslagern in der Gegend. Am 22. Juli 1944 wurde das Lager aufgelöst. 1947 wurde der letzte Lagerkommandant Josef Leipold von den US-Amerikanern an Polen ausgeliefert, vom Landgericht in Lublin vor Gericht gestellt, am 9. November 1948 zum Tode verurteilt und am 8. März 1949 hingerichtet. Otto Hantke wurde am 25. Juli 1974 vom Landgericht Hamburg zu einer lebenslangen Haftstrafe verurteilt.